# Discursos de Volodímir Zelenski durante la invasión rusa de Ucrania de 2022

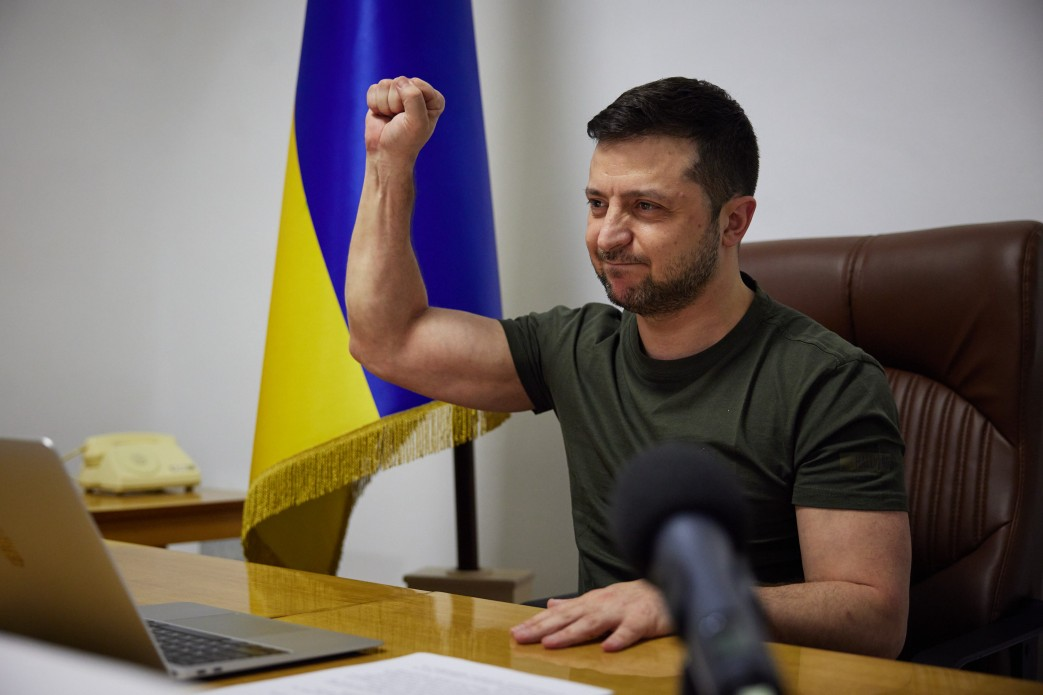
Zelenski dirigiéndose al Parlamento británico el 8 de marzo de 2022.

Durante la invasión rusa de Ucrania, que comenzó el 24 de febrero de 2022, el presidente ucraniano Volodímir Zelenski pronunció una serie de discursos en múltiples formatos, incluso en las redes sociales y ante las legislaturas extranjeras. En sus discursos ante los líderes occidentales, utiliza un recurso que repite: escoge acontecimientos analógicos clave de la historia de la nación a la que se dirige, estableciendo un paralelismo con la presente situación ucraniana y lanzándolo a los circunstantes, entre reproches y pedidos de apoyo. Los discursos han recibido una atención significativa, y varios comentaristas citaron un efecto positivo en la moral de Ucrania y en el apoyo internacional a la resistencia de Ucrania a la invasión.

## Videos en las redes sociales
El 25 de febrero, el segundo día de la invasión, inicialmente se planteó la preocupación sobre su paradero después de que perdiera una llamada telefónica programada con el primer ministro italiano, Mario Draghi. Más tarde ese día, sin embargo, Zelenski publicó un video en el que estaba flanqueado por varios asesores frente al Palacio Mariyinskyi en el centro de Kiev. En dicho video, pronunció un breve discurso afirmando que "estamos aquí" y que "estamos defendiendo nuestra independencia, nuestro estado, y lo seguiremos haciendo". Posteriormente, ese mismo día, publicó otro video con un breve discurso sobre el asalto ruso sobre en Kiev, instando a los residentes de Kiev a contraatacar "de cualquier manera que pueda".
El 26 de febrero, publicó un breve discurso advirtiendo contra las falsas noticias de que había huido de Kiev. Ese mismo día, afirmó que rechazó una oferta de los Estados Unidos para ser evacuado de la ciudad y dijo que «La pelea está aquí; necesito municiones, no un aventón.»

## Discursos a legislaturas extranjeras
En marzo y abril de 2022, Zelenski pronunció una serie de discursos ante las legislaturas de naciones de América, Asia, Europa y Oceanía con respecto a la invasión.
| País           | Parlamento                     | Fecha       | Notas |
| -------------- | ------------------------------ | ----------- | --- |
| Reino Unido    | House of Commons               | 8 de marzo  | Tras haber recibido una ovación de pie de los legisladores reunidos en el hemiciclo, el presidente ucraniano afirmó que "No nos rendiremos y no perderemos. Lucharemos hasta el final, en el mar, en el aire. Seguiremos luchando por nuestra tierra, cueste lo que cueste, en los bosques, en los campos, en las costas, en las calles", evocando así uno de los discursos más célebres del primer ministro británico Winston Churchill durante la Segunda Guerra Mundial. |
| Polonia        | Sejm                           | 11 de marzo | Volodímir Zelenski agradeció a Polonia por el apoyo que ha ofrecido a lo millones de ucranianos que se han refugiado en el vecino país. "Nuestros hermanos y hermanas polacos están con nosotros", recordando que Polonia acoge actualmente a "más de un millón y medio de ciudadanos ucranianos, la mayoría absoluta de los cuales son mujeres y niños". |
| Canadá         | Parlamento de Canadá           | 15 de marzo | Zelensky se dirigió virtualmente al Parlamento de Canadá, siendo el tercer presidente ucraniano en dar un discurso ante dicho parlamento después de Petró Poroshenko en 2014 y Víktor Yúshchenko en 2008. Después del discurso, los portavoces de la Cámara de los Comunes de Canadá así como los líderes de los partidos políticos representados en dicha cámara, hicieron declaraciones sobre el discurso, todos expresando su apoyo a Zelenski. |
| Estados Unidos | Congreso de los Estados Unidos | 16 de marzo | Zelenski comparó la situación en Ucrania con el dolor que generaron en Estados Unidos los atentados del 11 de septiembre contra las Torres Gemelas. |
| Alemania       | Bundestag                      | 17 de marzo | En el discurso, afirmó que Alemania había intentado apaciguar a Rusia en la década de 2010, en particular a través de acuerdos comerciales como Nord Stream 2, y que había fallado en su responsabilidad histórica posterior al Holocausto. También invocó el Muro de Berlín, afirmando que había un nuevo muro “en medio de Europa entre la libertad y la falta de ella. Y este muro se hace más alto con cada bomba que cae sobre Ucrania". Sin embargo, el parlamento alemán no programó tiempo para debatir el discurso después de su conclusión en su agenda del día. |
| Suiza          | Asamblea Federal               | 19 de marzo | Zelensky, a través de una videoconferencia en Berna, se dirigió al gobierno suizo para pedirle que congelen las cuentas bancarias de todos los oligarcas rusos: "En sus bancos están los fondos de las personas que desataron esta guerra. Ayuda a combatir esto. Para que sus fondos sean congelados... Sería bueno quitarles esos privilegios". Durante su discurso, el presidente ucraniano criticó a la empresa de alimentos Nestlé, que decidió no retirarse de Rusia por el momento, a diferencia de muchas otras compañías. |
| Israel         | Knesset                        | 20 de marzo | Zelenski agradeció a Naftalí Bennett por sus esfuerzos de mediación entre Moscú y Kiev, manifestando que "tarde o temprano comenzaremos a tener conversaciones con Rusia, posiblemente en Jerusalén"; y agregando que "Ese es el lugar correcto para encontrar la paz." También realizó una analogía ante el parlamento israelí de la invasión rusa con el Holocausto, lo que generó críticas de varios parlamentarios israelíes. Bennett afirmó que no juzga al mandatario por sus comentarios realizados en "momentos muy difíciles". |
| Italia         | Camera dei deputati            | 22 de marzo | Pidió al Parlamento italiano que "imaginen Génova completamente arrasada: eso es Mariúpol hoy", también advirtió sobre el verdadero objetivo de Putin, y que el ataque "No es a Ucrania, sino a Europa." En la Edad Media, zonas de Crimea y su entorno estuvieron en manos de la República de Génova. |
| Japón          | Kokkai                         | 23 de marzo | Agradeciendo los esfuerzos de Japón, solicitó forzar a Rusia para alcanzar la paz, "deteniendo el tsunami contra Ucrania" |
| Francia        | Parlement français             | 23 de marzo | Zelenski se dirigió en una reunión conjunta con la Asamblea Nacional de Francia, el Senado de Francia (ambas conforman el Parlamento de Francia) y el Conseil de Paris. Durante el mitin reclamó que “Las empresas francesas deben abandonar el mercado ruso: Renault, Auchan, Leroy Merlin y otras deben cesar de ser patrocinadores de la maquinaria de guerra de Rusia.” |
| Suecia         | Riksdag                        | 24 de marzo | En su alocución, Zelenski invocó que “No es coincidencia que las banderas de Ucrania y Suecia sean azules y amarillas, porque defendemos la libertad, la justicia y la igualdad de derechos para todos.” El líder ucraniano advirtió a Suecia de que Rusia tenía en la mira la Isla de Gotland, “... estáis en peligro, porque solo el mar os divide de esta política agresiva.” |
| Dinamarca      | Folketing                      | 29 de marzo | |
| Noruega        | Storting                       | 30 de marzo | El presidente de Ucrania pidió a Noruega, el segundo mayor proveedor de gas natural a Europa, que proporcione más energía para Ucrania y para la Unión Europea, a fin de poder reducir su dependencia de Rusia. También solicitó que las empresas noruegas dejen de suministrar equipos para barcos ya que "Rusia usa su flota para minar el mar y destruir cualquier oportunidad para la navegación libre." |
| Australia      | Parlamento Federal             | 31 de marzo | En su discurso solicitó vehículos blindados Bushmaster y otras armas. |
| Países Bajos   | Staten-Generaal                | 31 de marzo | "No hay duda: esta es una guerra injusta. No se puede perdonar. Los que dieron las órdenes deben rendir cuentas. La gente lo sabe en La Haya, la ciudad de los tribunales", en referencia a la Corte Internacional de Justicia situada en dicha ciudad. |
| Bélgica        | Parlement fédéral              | 31 de marzo | El presidente Zelenski comparó el asedio de Mariúpol, con la destrucción de Ypres, en Bélgica, durante la Primera Guerra Mundial, apelando con la comparación para pedir la implementación de una zona de exclusión aérea sobre su país. |
| Rumania        | Parlamentul României           | 4 de abril  | El presidente de Ucrania pronunció un discurso ante el Parlamento rumano, donde comparó la actitud de Rusia en la guerra contra Ucrania con el mandato del dictador rumano Nicolae Ceausescu. |
| España         | Cortes Generales               | 5 de abril  | "Estamos en abril del año 2022, pero parece que estemos en abril de 1937, cuando todo el mundo conoció el nombre de una ciudad española, Guernica". Tras el discurso del líder ucraniano, resuena en España la referencia analógica al Bombardeo de Guernica y la situación de Ucrania. Estas palabras han provocado un intenso debate entre los españoles. |
| Irlanda        | Oireachtas                     | 6 de abril  | |
| Grecia         | Parlamento Helénico            | 7 de abril  | “No debemos aceptar que Mariúpol se convierta en las Termópilas en la que murieron algunos héroes, sino debemos sacar a los rusos de ahí” en una referencia a la Historia de la Grecia clásica, fue el reclamo de Zelenski ante el parlamento en Atenas. El presidente ucraniano también se refirió a los estrechos vínculos que Grecia ha mantenido a lo largo de su historia con otra ciudad ucraniana, Odesa, donde se formó en el siglo XIX la “Sociedad de Amigos” (Filikí Etería), una organización secreta que se formó a partir de Ucrania y que jugó un papel importante en la Guerra de Independencia griega. "Debe crearse una nueva Filikí Etería ésta vez en Grecia para que luche y salve a Ucrania", dijo Zelenski. "Libertad o muerte, ese fue el lema de su guerra de independencia, y es también el nuestro", sentenció. |
| Chipre         | Cámara de Representantes       | 7 de abril  | En su intervención por videoconferencia ante el parlamento chipriota, el líder ucraniano dijo que “La República de Chipre tiene herramientas de presión contra Rusia. Cerrar puertos a barcos rusos y yates privados. Poner fin a los 'pasaportes de oro' para los rusos", agregando que “Chipre sabe muy bien lo que significa invasión y guerra. Chipre, como Ucrania, son víctimas de la ocupación por parte de un vecino más fuerte”, en clara referencia analógica a la invasión de Turquía a Chipre en 1974. |
| Finlandia      | Eduskunta                      | 8 de abril  | "Al igual que tú hace 83 años, Ucrania tiene la valentía de defenderse contra un enemigo y un poder que es numéricamente superior", dijo Zelenski, en alusión a la Guerra de Invierno de 1939-1940 en la que Finlandia impidió la ocupación soviética del país. El presidente ucraniano, que se comunicó por videoconferencia, instó a Europa a adoptar un "Cóctel mólotov" de sanciones contra Rusia, en alusión al país de origen del nombre de dichas bombas incendiarias. |
| Corea          | Gukhe                          | 11 de abril | "Los surcoreanos sufrieron una guerra en la década de 1950 y muchos civiles perdieron la vida", dijo en su discurso el líder ucraniano. "Pero Corea del Sur prevaleció. En ese momento, la comunidad internacional brindó mucha ayuda". Con estas palabras Zelenski solicitó equipo militar, "desde aviones hasta tanques" para contrarrestar la agresión rusa; agregando que "si Ucrania recibe tales armas, no solo salvarán la vida de la gente común, sino que será una oportunidad para salvar a Ucrania." |
| Lituania       | Seimas                         | 12 de abril | “Fuiste de los primeros en venir a ayudar en Ucrania […] el primero […] en tomar una decisión y enviarnos asistencia real, es decir, armas, Stingers, etc. Esa fue la prueba de liderazgo”. Zelenski también agradeció a la presidenta del Seimas, Viktorija Čmilytė-Nielsen, y a la primer ministro de Lituania, Ingrida Šimonytė, por visitar Ucrania a pesar de la guerra en curso. |
| Estonia        | Riigikogu                      | 13 de abril | "Las páginas negras de la historia no deberían repetirse cuando los ucranianos y estonios deportados permanecieron durante muchos años en Siberia o el Lejano Oriente ruso", expuso Zelenski en un video enviado al parlamento estonio. Ya hay más que suficientes tumbas ucranianas y estonias, tumbas de los que murieron a causa de las deportaciones comunistas." También reclamó que "la Unión Europea no tiene derecho a patrocinar la guerra", una referencia al hecho de que muchos Estados miembros de la UE todavía compran energía rusa, financiando así indirectamente la guerra rusa contra Ucrania. |
| Portugal       | Assembleia da República        | 21 de abril | En alusión a la Revolución de los Claveles que, en 1974, provocó el fin del régimen dictatorial del Estado Novo, el líder ucraniano dijo que Portugal “sabe bien lo que trae la dictadura”. También describió cómo los soldados rusos “matan por diversión, torturando, violando, asesinando personas y disparando en medio de autos que transportan niños”. Millones de personas se han visto obligadas a huir, dijo el presidente. “Es como si toda la población de Portugal se viera obligada a abandonar el país…” |

## Organizaciones internacionales y supranacionales
- El 1 de marzo se dirigió a la Unión Europea, frente a los participantes de la reunión de la organización;[48]
- El 24 de marzo se dirigió a la Consejo Europeo, frente a los participantes de la reunión de la organización;[49]
- El 24 de marzo se dirigió a la OTAN, frente a los participantes de la Cumbre de la organización;[50]
- El 24 de marzo se dirigió al G-7, frente a los participantes de la Cumbre de la organización;[51]
- El 5 de abril se dirigió al Consejo de Seguridad de las Naciones Unidas.[52]
- El 5 de octubre se dirigió a la Organización de los Estados Americanos.[52]

## Entrevistas con los medios

### Rusia
El 27 de marzo de 2022, Meduza, Dozhd y Kommersant publicaron una entrevista en video con Zelenski, junto con su transcripción. Unos minutos antes de que se publicara la entrevista, el Roskomnadzor ordenó a los medios que no la publicaran. Los entrevistadores fueron Iván Kolpakov de Meduza; Tikhon Dzyadko de Dozhd; Mijkhail Zygar; el coganador del Premio Nobel de la Paz 2021, Dmitry Muratov, de Novaya Gazeta (indirectamente); y Vladimir Soloviov de Kommersant.

## Reacciones
Los discursos de Zelenski han recibido una respuesta generalmente positiva. Moira Donegan de The Guardian ha declarado que Zelenski "se ha convertido en un símbolo del pueblo ucraniano, cuyo sorprendente coraje, determinación y desafío frente a la agresión rusa han llamado farol moral de Occidente".
Jon Henley de The Guardian ha declarado que todos los discursos de Zelenski ante parlamentos extranjeros contenían "referencias históricas cuidadosamente elegidas para atraer a la audiencia" y que su "talento como orador le ha valido elogios en el extranjero". Anjana Susarla, de la Universidad Estatal de Míchigan, afirmó que los discursos de Zelenski han tenido un impacto debido a su autenticidad, su capacidad para conectarse con las audiencias de las redes sociales y la urgencia de los mensajes, y dijo que sus videos han sido "cortos, entre cuatro y siete minutos, al punto, relacionable y muy personal".
Dominique Arel, de la Universidad de Ottawa, ha declarado que Zelenski es "muy bueno [usando la identificación en la retórica ]. Él relata la historia humana. Antes era actor, pero ahora no actúa, por eso es tan eficaz". El periodista británico David Patrikarakos describió a Zelenski como "el hombre literal de la calle" y dijo que estaba enviando un mensaje de que "soy su presidente, no me escondo, no me iré a ningún lado. No estoy detrás del escritorio o usando un traje. Estoy aquí con el riesgo de que me maten, como todos los demás.”
Timothy Naftali, de la Universidad de Nueva York, ha declarado que los discursos son "un recordatorio de que hay una lucha de vida o muerte, y está obligando a los políticos a considerar en tiempo real cuáles son los riesgos aceptables". Olga Onuch, de la Universidad de Mánchester, ha declarado que Occidente era "la primera vez que lo veía como un igual".
El uso de las redes sociales por parte de Zelenski para enviar mensajes también ha atraído una atención significativa de los comentaristas. Patrick Wintour de The Guardian ha declarado que Zelenski "ha estado constantemente hablando por teléfono con los líderes occidentales, usando su cuenta de Twitter para engatusar, animar, regañar y elogiar a sus aliados. En el proceso, las sanciones consideradas impensables hace una semana se han convertido en una línea de base moral". Karrin Vasby Anderson, de la Universidad Estatal de Colorado, ha declarado que "el enfoque de Zelenski tiene como objetivo proporcionar a los ciudadanos comunes contenido que puedan usar fácilmente en las redes sociales para presionar a sus representantes políticos".
Algunos comentaristas han argumentado que las reacciones a los discursos de Zelenski han tendido demasiado hacia la idolatría. Arwa Mahdawi de The Guardian ha declarado que "hay una diferencia entre respetar a un político y sexualizarlo o adorarlo" y que tales reacciones tenían el riesgo de trivializar la situación en Ucrania y promover narrativas demasiado simplistas sobre la situación. Algunos comentaristas también han criticado el uso de Zelenski de comparaciones con el Holocausto, particularmente su uso del término "solución final" en su discurso ante la Knesset israelí.